# シャリー・シャガン
シャリー・シャガン(Sary Shagan)はカザフスタンの北緯46度23分 東経72度52分 / 北緯46.383度 東経72.867度に位置する対弾道ミサイル試験施設である。
1956年8月17日、ソビエト閣僚理事会でミサイル防衛の実験施設をバルハシ湖の西の湾のシャリー・シャガンに建設する計画が承認された。最初に発射されたミサイルは1958年10月16日に発射されたV-1000である。しかし、1961年まで完全には稼動しなかった。 シャリー・シャガンで最後に打ち上げが確認されたのは2006年1月21日である。

## 他の特筆すべき軍用施設
1970年代ヴィーンペル設計局はTerra-3レーザー試験センターをシャリー・シャガンに建設した。このレーザー施設は1984年10月10日、スペースシャトルチャレンジャー号のミッションSTS-41-Gに低出力のレーザーを照射して搭載機器を故障させ乗員に不快感を与えた。これはアメリカの戦略防衛構想とスペースシャトルの軍事利用の継続に対する報復処置だったとされる。
1977年、施設は拡張され近代的なPechora/Daryal型レーダーを備え、旧式の早期警戒レーダーを更新した。1982年から運用された。